# Камеркнехты
Камеркнехты (нем. Kaiserliche Kammerknechte, то есть слуги императорской казны, также Kammerknechtschaft) — в средневековой Германии название евреев, так как они платили императору, как своему защитнику, особую подать.
Императорская власть в лице Генриха IV и Конрада III пыталась охранять евреев во время первых двух крестовых походов. Образовались особые отношения между королями (римскими императорами) и евреями, так называемое «Kammerknechtschaft» (камеркнехство). Завершение развития этого института выражено в привилегии императора Фридриха I регенсбургским евреям 1182 года, где евреи были объявлены «принадлежащими имперской казне» (лат. qui ad imperialem cameram dinoscuntur pertinere), и в привилегии Фридриха II немецким евреям, где они названы «слугами нашей казны» (servi camerae nostrae).
«Kammerknechtschaft», говорит историк Арониус, не являлось «рабством» («Knechtschaft»), а только означало, что евреи были обязаны платить подати имперской казне (Kammer). Лишь впоследствии выработался взгляд, что король может по своему усмотрению распоряжаться имуществом и жизнью «камеркнехтов».